# Arnold Schmidt-Brücken
Arnold Arthur Schmidt-Brücken (* 19. Juni 1905 in Gießen; † 2. Januar 1986) war ein deutscher Landwirt und Politiker (FDP/DVP).

## Werdegang
Schmidt-Brücken war der Sohn Arthur Benno Schmidt und studierte von 1923 bis 1927 Rechtswissenschaften in Tübingen und München. Seit dem Sommersemester 1923 war er Mitglied der Studentenverbindung AV Igel Tübingen. Zum 1. Mai 1933 trat er der NSDAP bei.
Er war Leiter des Arbeitsamtes in Heidelberg. Von 1955 bis zum Eintritt in den Ruhestand 1970 war er Beigeordneter (Bürgermeister) der Stadt Heidelberg. Von 1964 bis 1972 war er Abgeordneter im Landtag von Baden-Württemberg.

## Ehrungen
- 1972: Verdienstkreuz 1. Klasse der Bundesrepublik Deutschland
- 1984: Verdienstmedaille des Landes Baden-Württemberg